# Edgars Rinkēvičs
Edgars Rinkēvičs, né le 21 septembre 1973 à Jūrmala, est un diplomate et homme politique letton, membre du parti Unité. Ministre des Affaires étrangères de 2011 à 2023, il est président de la république de Lettonie depuis le 8 juillet 2023.

## Biographie

### Carrière politique
Ancien haut fonctionnaire du ministère de la Défense, il est nommé directeur de la chancellerie du président de la République, Valdis Zatlers, en octobre 2008, et occupe ce poste jusqu'à la fin du mandat de Zatlers, en juillet 2011. Le 25 octobre, il devient ministre des Affaires étrangères, sur proposition du Parti réformateur de Zatlers (ZRP), auquel il adhère en 2012.
En novembre 2014, il annonce publiquement son homosexualité.

### Président de la République
Après deux tours de scrutin, Edgars Rinkēvičs remporte le troisième tour de l'élection présidentielle organisée le 31 mai 2023. Dans son discours devant l'assemblée, après avoir remercié celle-ci pour sa confiance et assuré qu'il fera tout ce qui est en son pouvoir pour que la Lettonie « fleurisse dans un climat apaisé », le président élu réaffirme le soutien à la politique étrangère pro-ukrainienne de son prédécesseur Egils Levits dans le contexte de l'invasion de l'Ukraine par la Russie. Egils Levits le félicite dans la foulée, affirmant « être sûr que la Lettonie sera entre de bonnes mains pour les quatre prochaines années ». Edgars Rinkēvičs reçoit également les félicitations du président ukrainien Volodymyr Zelensky et du président de l'Estonie voisine, Alar Karis, ces derniers se déclarant réjouis de pouvoir poursuivre la collaboration entre leur pays. Le mandat d'Edgars Rinkēvičs commence le 8 juillet 2023,.
L'élection de Rinkēvičs est par ailleurs remarquée en raison de son appartenance assumée à la communauté homosexuelle depuis son coming out en 2014, ce qui fait de lui la première personne ouvertement gay à être élue à la présidence de la Lettonie,. Il est plus généralement le premier chef d'État ouvertement homosexuel d'un pays de l'Union européenne et le deuxième du monde après Paolo Rondelli.

## Distinctions
- Grand officier de l'ordre d'Orange-Nassau
- Ordre de la Croix de Terra Mariana de première classe